# Comuna Hidnovîci, Mostîska
Hidnovîci (în ucraineană Хідновичі) este o comună în raionul Mostîska, regiunea Liov, Ucraina, formată din satele Boratîci, Hidnovîci (reședința) și Tîșkovîci.

## Demografie
Componența lingvistică a comunei Hidnovîci
     Ucraineană (99,49%)
     Alte limbi (0,41%)
Conform recensământului din 2001, majoritatea populației comunei Hidnovîci era vorbitoare de ucraineană (99,49%), existând în minoritate și vorbitori de alte limbi.